# Буре (танц)
Бурѐ (на френски: Bourrée) е танц, възникнал през 16 век във Франция. Съществува като танц по двойки, както и като формационен танц в две редици. Среща се в размер 2/2, както и в 2/4 или 4/4. В края на 16 век става популярен във френските благороднически дворове. През 17 и 18 век благородническата и народната форма претърпяват различно развитие. Танцът намира широко приложение – pas de Bourrée става основна стъпка в балета, Люли го въвежда в операта. След 18 век се разпространява и извън границите на Франция. Особено известна става буре-интерпретацията на Йохан Себастиан Бах (BWV 807).